# بخش بکر، شهرستان شربرن، مینه سوتا
بخش بکر (به انگلیسی: Becker Township) یک منطقهٔ مسکونی در ایالات متحده آمریکا است که در شهرستان شربرن، مینه‌سوتا واقع شده‌است.
 بخش بکر ۱۴۴٫۶ کیلومتر مربع مساحت و ۳٬۶۰۵ نفر جمعیت دارد و ۳۰۷ متر بالاتر از سطح دریا واقع شده‌است.